# Кошевичи (Смоленская область)
Кошевичи — деревня в Смоленской области России, в Руднянском районе. Расположена в северо-западной части области в 40 км к северу от Рудни, в 9 км к востоку от границы с Беларусью, на берегу реки Балаздина. Население — 268 жителей (2007 год). Входит в состав Понизовского сельского поселения.

## Экономика
В деревне существовали дом культуры, средняя школа, сельхозпредприятие «Кошевичи».

## Достопримечательности
- Памятники археологии: городище в 1,7 км к северу от деревни. Использовалось первоначально днепро-двинскими племенами в конце 1-го тысячелетия до н.э. Вторично древнерусским населением в XII – XIV веках. Селище в 100 м от городища. Было заселено в 12-14 веке.